# إيفانيلي
إيفانيلي (بالبلغارية: Иванили)‏ قرية تقع إدارياً ضمن بلدية غابروفو ‏ في بلغاريا. ويبلغ عدد سكانها 11 نسمة حسب تعداد 15 مارس 2015. تعتمد إيفانيلي للبريد على الرمز البريدي 5300.